# Dannenberg/Mark
Dannenberg/Mark ist ein Ortsteil der Gemeinde Falkenberg des Amtes Falkenberg-Höhe im Landkreis Märkisch-Oderland (Brandenburg).

## Geographie
Der Ort liegt vier Kilometer südlich von Falkenberg/Mark und fünf Kilometer westsüdwestlich von Bad Freienwalde (Oder). Dannenberg/Mark grenzt im Norden an den Ortsteil Falkenberg/Mark mit seinem Gemeindeteil Cöthen, im Osten an die Stadtgemarkung von Bad Freienwalde (Oder), im Südosten an den Ortsteil Haselberg der Stadt Wriezen, im Süden an die Gemeinde Wölsickendorf-Wollenberg und im Südwesten und im Westen an den Ortsteil Kruge/Gersdorf der Gemeinde Falkenberg. Dannenberg/Mark ist über die L 36 von Haselberg nach Hohenfinow gut zu erreichen. Im Süden der Gemarkung verläuft die B 158 von Werneuchen nach Bad Freienwalde (Oder).
Der Ortsteil besteht aus dem namengebenden Kernort Dannenberg/Mark (der gleichzeitig auch Gemeindeteil ist), und den Gemeindeteilen Bodenseichen, Krummenpfahl, Platzfelde und Torgelow. Am Südende des Gamensees liegt die aus ca. 100 Freizeit- und Wochenendhäusern bestehende Siedlung Gamensee. Da sie keine Wohnsiedlung im eigentlichen Sinne ist, hat sie auch nicht den Status eines Wohnplatzes. Während der Gamensee auf der Gemarkung von Falkenberg/Mark liegt, gehört der weiter südlich des Gamensees liegende kleine Teufelssee ganz zur Gemarkung von Dannenberg/Mark. Nur etwa 6 km Luftlinie entfernt liegt auf der Stadtgemarkung von Bad Freienwalde (Oder) ein weiterer kleiner See, der ebenfalls den Namen Teufelssee trägt. Auf der Dorfaue liegt der kleine Dorfpfuhl. Auf der Gemarkung von Dannenberg/Mark gibt es keine größeren Fließgewässer. Unmittelbar nördlich des Dorfkerns beginnt der Falkenberger Graben, der aber meist sehr wenig Wasser führt oder sogar trocken ist. Während der westliche Teil der Gemarkung fast ausschließlich landwirtschaftlich genutzt wird, ist der östliche Teil überwiegend mit Wald bestanden. Der Ort liegt auf 110 bis 115 m ü. NHN.

## Geschichte
Die hier abgehandelte Geschichte betrifft nur den Kernort oder Gemeindeteil Dannenberg/Mark. Für die Geschichte der anderen Gemeindeteile (Bodenseichen, Krummenpfahl, Platzfelde und Torgelow) siehe die entsprechenden Artikel.

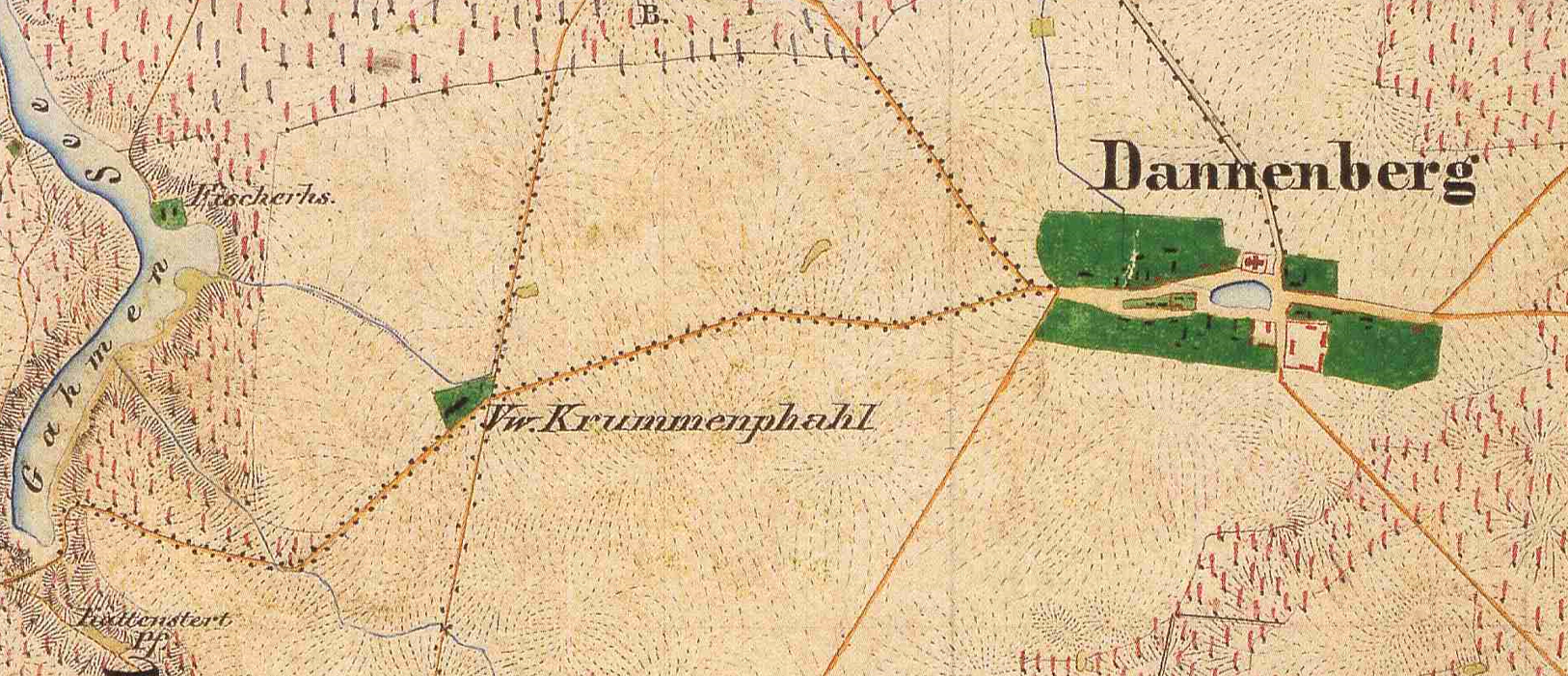
Ortsteil Dannenberg/Mark, Gemeindeteil Krummenpfahl und Wohnplatz Fischerhaus Gamensee (abgegangen), Gemeinde Falkenberg, Ausschnitt aus dem Urmesstischblatt 3249 Heckelberg von 1844

### Frühe Geschichte
Der Ort wurde im Landbuch Kaiser Karls IV. erstmals als Dannenberge oder auch als Tannenberge erwähnt. Nach Schlimpert ist der Name als Ansiedlung auf oder an einem mit Tannen bewachsenen Berge zu interpretieren. Der Ort ist sicher in der ersten Hälfte des 13. Jahrhunderts im Zuge der deutschen Ostsiedlung entstanden. Rudolf Schmidt sieht dagegen eher einen Zusammenhang mit der Adelsfamilie Dannenberg, die dem Ort möglicherweise den Namen gegeben hat, oder stellt auch eine Namensübertragung von Dannenberg (Elbe) in den Raum. Vertreter der Adelsfamilie Dannenberg sind noch im 14. Jahrhundert in der Mark Brandenburg ansässig gewesen, so ein Hans in Treuenbrietzen, eine Familie und ein Heinricus in der Altmark, und ein Petze Dannenberg in Dannenberg/Mark selber (s. u.). Dannenberg/Mark ist seiner Dorfstruktur nach ein durch Gutsbildung deformiertes Angerdorf.

### Besitzgeschichte – 14. Jahrhundert
Nicht nur die erste Nennung des Ortes ist im Landbuch von 1375 zu finden, sondern auch eine erste nähere Beschreibung der Besitz- und Abgabenverhältnisse.

„Dannenberge sunt 72 mansi, quorum plabanus habet 4; Petze Dannenberg 10 ad curiam. Ad pactum quilibet 10 solidos; census non; ad precariam quilibet 5 solidos et ½ modium siliginis, ½ ordei, 1 modium avene. Cossati sunt 16, quilibet 1 solidum et 1 pullum. Taberna dat 2 talenta cum 2 mansis, quos colit. Molendinum dat 6 choros, illis de Werben 4 et ad ecclesiam 2 in Vrienwalde. Illi de Werben super 40 mansos habent pactum et precariam. Hans de Haselberge habet super 14 mansos pactum, emit a Betken Pul, sunt 8 anni, sed dicti Werben precariam. Stagnum locatum dat 10 solidos. Supremum iudicium et servicium curuum habent Werben predicti ab antiquo.“

Dannenberg/Mark hatte 1375 72 Hufen, von denen der Pfarrer vier Freihufen hatte. Für alle abgabenpflichtigen Hufen musste pro Hufe 10 Schillinge Pacht, aber kein Zins bezahlt werden. Die Sondersteuer Bede, die ebenfalls von jeder abgabenpflichtigen Hufe erbracht werden musste, betrug 5 Schillinge, ½ Scheffel Roggen, ½ Scheffel Gerste und einen Scheffel Hafer. Petze Dannenberg besaß einen Hof mit 10 abgabenfreien Hufen. Die anderen 58 Hufen wurden von Bauern bewirtschaftet, deren Zahl aber nicht genannt wird. Üblicherweise bewirtschaftete jeder Bauer mehrere Hufen, so dass auf keinen Fall von 58 Bauern ausgegangen werden kann. Dafür ist die Zahl der im Dorf ansässigen Kossäten mit 16 angegeben. Jeder der Kossäten musste jährlich einen Schilling und ein Huhn bezahlen. Der Krug, zu dem auch 2 Hufen gehörten, bezahlte 2 Talente (ein Talent = 20 Schillinge). Die (Wasser-)Mühle musste 6 Wispel geben (keine genauere Angabe, wohl Korn gemeint).
Die Abgaben der Bauern und Kossäten gingen aber an drei verschiedene Nutznießer, die von Werben, Hans von Haselberg und Petze Dannenberg. 4 Wispel von der Wassermühle gingen an die von Werben und 2 Wispel an die Kirche in Freienwalde. Die von Werben erhielten Pacht und Bede von 40 Hufen. Hans von Haselberg hatte die Pächte von 14 Hufen, die er vor 8 Jahren von Betken Pul (Beteke von Pfuel) erworben hatte. Die Bede dieser Hufen stand aber den von Werben zu. Vom See (dem 5 Morgen großen Dorfpfuhl) mussten 10 Schillinge entrichtet werden. Unklar bzw. nicht ausgeführt ist, wem die restlichen Abgaben (Geld, Hühner, restliche Pächte und Bede) zustanden (dem Markgrafen?). Die eigentlichen Besitzer des Dorfes waren die von Werben, denn sie besaßen das oberste Gericht und auch die Wagendienste. 1413 wurden Heinrich, Henning, Joachim und Franz von Werben in Dannenberg mit allen Rechten und zu gesamter Hand mit 28 Hufen belehnt. Danach verschwindet die Familie von Werben aus der Geschichte von Dannenberg/Mark. Auch an wen dieser Anteil kam, ist mangels Urkunden nicht bekannt.

### 15. Jahrhundert
Ab dem 15. Jahrhundert war das Dorf zunächst dreigeteilt. Bis 1433 war der Hof des Petze Dannenberg von 1375 mit seinen 10 freien Hufen in den (Lehen-)Besitz des Henning von Malchow gekommen. 1433 starb dieser Henning von Malchow ohne Leibeserben, und der Hof fiel als erledigtes Lehen an den Landesherrn zurück. 1433 verlieh Kurfürst Friedrich II. diesen freien Hof mit 10 Hufen an Heinrich von Pfuel, zusammen mit einer freien Schäferei, den 3. Teil am See (Dorfpfuhl), 9 Schock Geld, den 3. Teil am Straßen-, Ober- und Niedergericht sowie dem Kirchlehn, mit allen Zubehörungen und Gerechtigkeiten. Wem die anderen zwei Drittel von Dannenberg zu dieser Zeit gehörten ist mangels Urkunden nicht bekannt.
1441 erhielten die von Pfuel einen Gesamtlehenbrief über das Dorf Dannenberg/Mark mit Ober- und Niedergericht, mit Kirchlehn und weltlichem Lehn, mit Zinsen, Renten, Zehnten, Rauchhühnern, Äckern, Wiesen, Weiden, Grenzen, Holzungen, Büschen, Wassern, Fischereien, Brüchen, Gefällen, Diensten und sonstigen Zubehörungen, Gewohnheiten, Gnaden, Freiheiten und Gerechtigkeiten mit Ausnahme von 14½ Hufen, die im Besitz der Familie von Sparr waren. Das heißt, dass der oben genannte Besitz des Hans von Haselberg in der Zwischenzeit in den Besitz der Familie von Sparr gekommen war.
Nach dem Schossregister von 1450 war jedoch ganz Dannenberg/Mark im Besitz der von Sparr. Dannenberg/Mark hatte nach dieser Quelle nur noch 64 Hufen, davon vier Pfarrhufen. Von den restlichen 60 Hufen waren nur 24 Hufen besetzt. Rudolf Schmidt erklärt dies damit, dass Dannenberg/Mark in den Hussitenkriegen hart mitgenommen worden war. Jede abgabenpflichtige Hufe gab jährlich ½ Scheffel Korn. Der Krug gab jährlich 26 Groschen. Das Schossbuch von 1480 bemerkt, dass nur noch elf Hufen nicht bebaut waren. Warum in den beiden Schossbüchern der Pfuelsche Besitz nicht erwähnt wird, ist nicht zu erschließen. War er zu dieser Zeit im Pfandbesitz der von Sparr?

### 16. Jahrhundert
1536 gehörte Dannenberg jedenfalls (wieder) den von Pfuel mit allen Gnaden und Gerechtigkeiten, ausgenommen waren 15 Hufen, die den von Sparr gehörten. Caspar von Sparr setzte diese Hufen 1577 u. a. ein als Leibgedinge für seine Frau Margarethe. Der brandenburgische Kurfürst Johann Georg gab seinen Konsens dazu.
1561 war der größere Teil von Dannenberg/Mark im Besitz des Claus von Pfuel auf Steinbeck. 1572 nahmen Arndt und Jacob von Pfuel am Landtag in Berlin teil. Anscheinend hatte jeder eine Hälfte des Pfuelschen Besitzes. Später kam Arndt von Pfuel in schwere finanzielle Bedrängnis und verpfändete zunächst Teile seines Besitzes von Dannenberg; 1582 verkaufte er einen Teil von Dannenberg an Claus von Barfus. 1583 verkaufte er das Gut Steinbeck an seinen Sohn. Der Kurfürst gab dazu sein Einverständnis. Weitere Teile verkaufte er 1585 an die Brüder Reinhard, Valtin und Claus von Barfus auf Prädikow. Und schließlich erwarben 1589 die Brüder Dietrich, Joachim und Stellen von Holzendorf um 850 Gulden einen weiteren Teil. 1592 kaufte Oberhauptmann Dietrich von Holzendorf die Teile Dannenbergs auf, die Arndt von Pfuel an die von Barfus auf Prädikow verkauft hatte. Holzendorf erhielt dafür zwei Ritterhöfe mit 9 Hufen, den vierten Teil am hohen und niederen Gericht in und außerhalb des Dorfes, am Kirchlehn, Holzungen und Fischerei und die Hälfte der Schäferei. Er durfte 300 bis 400 Schafe halten, zwei Hüfnerdienste, zwei Kossätendienste, den 4. Teil des Fleischzehnts vom Hirtenhaus und der Schmiede, und als gewichtigen Posten erhielt er eine jährliche Abgabe von 12 Talern und eine Tonne Bier vom Krug in Dannenberg. Arnd von Pfuel konnte sich lediglich noch ein Altenteil in Höhe von 2 Wispel Roggen, 2 Wispel Gerste, 1 Wispel Hafer, 4 Scheffel Erbsen, 12 Scheffel Hopfen, 4 Hammel, 2 Schnittschafe und das Wohnrecht in seinem bisherigen Wohnhaus sichern. Nach einem Lehnbrief von 1598 bestand die Holzendorfsche Erwerbung aus dem vierten Teil der Holzung, Mastung (im Wald), Fischerei im Dorfteich, der Hälfte des Habichtspfuhls und der Jagd. Trotz dieser massiven Verkäufe des Arndt von Pfuel handelte es sich bei seinem Anteil nur um einen kleineren Besitzteil an Dannenberg, oder er hatte noch einen Teil an Hans Dittloff von Pfuel (s. u.) verkauft.

### 17. Jahrhundert
Etwas klarer werden die Besitzverhältnisse dann im Jahr 1600 dargestellt. Da war einmal der Sparrsche Anteil mit nun 14 Hufen und mit den Gerichten über ihre Höfe. Sie hatten auch noch den 4. Teil am Dorfpfuhl. Den vormals Pfuelschen Anteil hatten zur Hälfte die Erben des Jacob Pfuel, die andere Hälfte teilten sich Hans von Pfuel und die Söhne des Dietrich von Holzendorf. 1609 tauschte Albrecht von Pfuel, anscheinend der Erbe des Teils von Jacob von Pfuel, seinen Anteil an Dannenberg gegen die Hälfte von Marzahn (Niederbarnim, heute Berlin) des Dietrich von Holzendorf. Der Anteil des von Holzendorf waren nun drei Teile des Gutes Dannenberg mit drei Ritterhöfen und 20 Landhufen, drei Teilen vom Ober- und Niedergericht, des Kirchlehns und der Fischerei auf dem Dorfpfuhl und dem Habichtspfuhl. Weiter gehörte dazu der halbe Gamensee, die Schäferei, vier Bauern- und Kossätendienste, Zehnte und Abgaben vom Krug. Übrig blieb nun vom einst großen Pfuel'schen Anteil nur noch der Anteil des Hans Dittlof Pfuel. 1620 hatte dieser anscheinend zwei Bauernhöfe mit sieben Hufen aufgekauft, die ihm nun freigewilligt wurden, d. h. von Abgaben befreit wurden.
Nach einem Protokoll über Kriegsschäden, das 1634 aufgesetzt wurde, gehörten dem Dietrich von Holzendorf 23 Ritterhufen, dem Obersten Sparr 6 Ritterhufen und Heino von Pfuel 7 Ritterhufen. Diese letzteren 13 Hufen lagen wüst. Von insgesamt 30 Bauernhufen zinsten 21 Hufen dem Holzendorf und 9 Hufen dem von Pfuel. Holzendorf hatte 12 Hufen an sich genommen und fünf davon besät. Die anderen Hufen lagen alle unbebaut. Immerhin waren von neun Kossätenstellen acht besetzt.
1644 erhielten die von Holzendorf einen neuen Lehnbrief, in dem ihnen folgender Besitz bestätigt wurde: drei Teile von Dannenberg mit drei Ritterhöfen mit 20 Hufen samt Beiländern, drei Teile vom Ober- und Untergericht und auch außerhalb des Dorfes, drei Teile vom Kirchlehn, an Holzung und Mastung, drei Teile an der Fischerei im Dorfpfuhl, der ganze Habichtspfuhl, der halbe Gamensee, die ganze Schäfereigerechtigkeit, Hütung und Jagd wie Jacob von Pfuel sel. Erben besessen hatten. Weiterhin waren eingeschlossen vier Hüfnerdienste, vier Kossätendienste, mit allerlei Fleischzehnten, Rauch- und Pachthühnern und Geldzinsen, drei Teile des Fleischzehnten im Hirtenhaus und in der Schmiede. Besonders wurde auch der Krug genannt, der jährlich 12 märkische Groschen und eine Tonne Bier abgeben musste.
Der Anteil des Hans Dittloff von Pfuel an Dannenberg wurde 1666 an den Generalfeldmarschall Otto Christoph von Sparr verkauft. Dieser starb 1668 und vererbte den Sparr'schen Anteil an Friedrich von Sparr. Dieser verkaufte diesen Anteil 1673 für 3000 Taler auf 20 Jahre und auf Wiederkauf an Matthäus Neuhaus, der allerdings den Sparr'schen Anteil an Dannenberg bereits 1684 an einen Oberamtmann Schönhausen weiterverkaufte. Dieser behielt den Sparr'schen Anteil auch nur zwei Jahre und verkaufte weiter an Hans Ehrenreich von Sydow. 1689 trat an Sydow's Stelle der General-Auditeur und kurfürstliche Rat Joachim Friedrich Schulze. Auch dieser behielt den Sparr'schen Anteil nicht lange, sondern veräußerte ihn noch 1689 weiter an Heino Heinrich von Flemming auf Buckow (Märkische Schweiz).
Der Holzendorfsche Anteil wurde 1671 von Stefan Dietrich von Holzendorf an den Oberwachtmeister, später Kreiskommissar (Landrat) des Oberbarnimschen Kreises Wolf Christoph von Falkenberg verpfändet. Dieser starb am 30. Januar 1698 in Cöthen. Erben waren seine beiden Schwiegersöhne Joachim Berndt von Bornstedt auf Alt Cüstrinchen und der kurfürstlich-hannoversche Oberstleutnant Wullbrandt Ernst von Rhedern.

### 18. Jahrhundert
Joachim Berndt von Bornstedt und Wullbrandt Ernst von Rhedern verkauften den Holzendorfschen Anteil 1707 ebenfalls an den Reichsgrafen Heino Heinrich von Flemming. Damit waren nun alle Besitzanteile von Dannenberg/Mark erstmals in einer Hand vereinigt. 1689 hatte Heino Heinrich von Flemming bereits die benachbarten Güter Cöthen und Falkenberg/Mark erworben. Seit 1678 war er bereits Kommendator der Johanniterkommende Schivelbein und Landvogt der Neumark. 1699 fiel ihm das zuvor ebenfalls Pfuel'sche Kloster Helfta zu. In Sachsen erwarb er das Schloss Hermsdorf und das Herrenhaus Hohenhaus bei Radebeul. 1700 wurde er von Kaiser Leopold I. in den Reichsgrafenstand erhoben. Am 28. Februar 1706 starb er in Buckow (Märkische Schweiz).
Seine Söhne und Erben, der Reichsgraf Johann Georg von Flemming, kursächsischer Generalleutnant und Kammerherr und Adam Friedrich von Flemming verkauften 1721 die drei Güter Coethen, Dannenberg/Mark und Falkenberg/Mark um 44.000 Taler und 200 Dukaten Schlüsselgeld an Gottfried von Jena (* 11. Dezember 1684, † 15. Mai 1743 in Berlin), Erbherr von Döbbernitz im damaligen Kreis Weststernberg in der Neumark.
Bereits 1721 ließ Gottfried von Jena ein neues Gutshaus in Cöthen errichten, das Duncker 1858 abbildete. Die drei Güter wurden von Arrendatoren (Pächtern) bewirtschaftet. Am 15. Mai 1743 ist Gottfried von Jena in Berlin gestorben. Erbe von Cöthen, Dannenberg/Mark und Falkenberg/Mark wurde der erstgeborene Sohn Gottfried (* 1706, † 1775), der jüngere der beiden Brüder Carl Friedrich übernahm das Gut Döbbernitz. Der jüngere Gottfried war zweimal verheiratet mit Töchtern des Preußischen Staatsministers Balthasar Konrad von und zum Broich († 22. Dezember 1745). Alle seine Kinder starben noch vor ihm. Er wurde wie seine Kinder in einem Gewölbe unter der Cöthener Kirche bestattet.
Die Lehngüter Cöthen, Dannenberg/Mark und Falkenberg/Mark fielen nun seinen beiden, noch minderjährigen Großneffen Gottfried (1767–1831) und Carl Friedrich (1770–1838) zu, den Söhnen seines Neffen Friedrich Wilhelm, dem einzigen Sohn seines Bruders Carl Friedrich auf Döbbernitz. Als Kurator bis zur Volljährigkeit fungiert der Landrat des Oberbarnimschen Kreises Leopold von Reichenbach auf Steinbeck. 1794 teilten die beiden Brüder ihren Besitz, Gottfried erhielt Döbbernitz, Carl Friedrich Cöthen, Dannenberg/Mark und Falkenberg/Mark. Da diese Güter den Wert von Döbbernitz überstiegen, musste er seinem Bruder einen finanziellen Ausgleich von 25.000 Talern auszahlen. Die Güter wurden ab 1775 (wieder) verpachtet. Allerdings hatten die Pächter im Grunde kein Interesse am Erhalt der Substanz oder der Verbesserung der Güter. Als Carl Friedrich von Jena 1794 seine Güter übernahm, waren sie heruntergewirtschaftet. Er schaffte es allerdings in wenigen Jahren, die Güter wieder profitabel zu machen. 1795 heiratete er Sophie Margarethe Eleonore Gans Edle Herrin von Putlitz (1778–1837). Sie brachte das 1780 geerbte Gut Nettelbeck in der Prignitz mit in die Ehe.
Wie schon sein Großonkel Gottfried d. Ä. wohnten Carl Friedrich und seine Familie in dem 1721 erbauten Herrenhaus in Cöthen, das Alexander Dunker 1857 abbildete. 1794 fasste Carl Friedrich die Rittergüter Cöthen und Dannenberg zu einem Majorat zusammen. Fünf Kinder waren aus der Ehe mit Sophie Margarethe Eleonore hervorgegangen, drei Söhne und zwei Töchter. Nach Berghaus umfasste das Gut Dannenberg/Mark um 1850 1696 Morgen 112 Quadratruten Land, davon waren 6 Morgen 105 Quadratruten Hofstellen, 16 Morgen 11 Quadratruten Gärten, 1607 Morgen 138 Quadratruten Acker, 2 Morgen 140 Quadratruten Wiesen und 63 Morgen 78 Quadratruten ertragloses Land. Auf einer Vergnügungsreise zusammen mit seiner jüngsten Tochter Ida ist Carl Friedrich von Jena am 20. September 1838 in Neapel gestorben.
Der zweitälteste Sohn Wilhelm von Jena übernahm die drei Güter Cöthen, Dannenberg/Mark und Falkenberg/Mark. Er war zunächst in die preußische Armee eingetreten und stieg bis zum Major auf. Später war er Mitglied des Preußischen Herrenhauses. Nach dem Generaladressbuch von 1879 waren seine Besitzungen (das Majorat Cöthen mit Dannenberg und Falkenberg) 2297 ha groß. 1864 hatte er von Kaufmann Hermann Jung für 100.00 Taler das benachbarte Gut Torgelow erworben. Es hatte 1879 einen Umfang von 460 ha, war aber nicht kreistagsfähig, das heißt, dass der Besitzer nicht automatisch einen Sitz im Kreistag hatte. Wilhelm von Jena war seit dem 17. Juli 1827 mit Wilhelmine (Willy) Gräfin von der Schulenburg (* 21. Oktober 1806 auf Gut Altenhausen; † 11. November 1880 in Berlin), Tochter des August Karl Jakob Graf von der Schulenburg, Gutsherr auf Altenhausen, und der Maria Luise von Kleist von Altenhausen verheiratet. Aus der Ehe gingen zwei Töchter hervor.
Nach dem Tod des Wilhelm von Jena 1879 ging das Majorat Cöthen (also Cöthen, Dannenberg/Mark und Falkenberg/Mark) an seinen Neffen und Schwiegersohn Wilhelm Georg (meist nur Wilhelm genannt), den Sohn seines älteren Bruders Carl, der das Gut Nettelbeck geerbt hatte. Wilhelm Georg, geboren am 4. September 1826 in Nettelbeck war seit 1854 mit seiner Cousine Hedwig Sophie Klara Wilhelmine von Jena  (* 21. November 1831 in Cöthen, † 16. November 1905 in Berlin), Tochter des Wilhelm von Jena und der Willy von der Schulenburg verheiratet. Sechs Kinder gingen aus der Ehe hervor. Wilhelm Georg von Jena starb am 9. Juni 1904 in Cöthen.
Erbe von Cöthen und Dannenberg/Mark war der älteste Sohn Fritz Gottfried (* 9. Juli 1858 in Waitze, Krs. Birnbaum, Pommern, † 12. August 1927 in Cöthen). 1887 hatte er Vera von Löbbecke (* 15. Mai 1887 in Hünern, † 22. Februar 1937 in Cöthen) geheiratet. Zwei Töchter gingen aus der Ehe hervor, Vera Hedwig Ida (* 4. Oktober 1892 in Neuhochzeit) und Herta Olga Frieda (* 3. März 1895 in Cöthen).  Nach Reisinger und Reisinger soll Fritz von Jena spielsüchtig gewesen sein und sich hoch verschuldet haben. Anfang 1932 wurde der landwirtschaftlich genutzte Teil des Gutes Cöthen und Dannenberg an eine Siedlungsgesellschaft verkauft. Die Gutsflächen wurden parzelliert und an Einzelinteressenten verkauft. Vor allem das frühere kleine Vorwerk Krummenpfahl wurde auf diese Weise aufgesiedelt und nahm Dorfgröße an.

### Kommunale Geschichte
Nach dem Landbuch von 1375 waren in der Feldmark des Dorfes 72 Hufen ausgeschieden, davon hatte der Pfarrer 4 Freihufen. Die 10 Freihufen des Petze Dannenberg abgerechnet verblieben 58 Zins- bzw. Bauernhufen. Die Anzahl der Bauern ist nicht genannt. Da jeder Bauer aber nicht nur eine Hufe, sondern zwei oder mehr Hufen bewirtschaftete, war die Anzahl der Bauern sicher deutlich geringer als die der Bauernhufen. Die Zahl der Kossäten ist mit 16 angegeben. Es gab einen Krug, der meist von einem Kossäten bewirtschaftet wurde. Der Standort der Wassermühle, die später nicht mehr erwähnt wird, kann nur in der Arendskehle, einem Tal in Richtung Bad Freienwalde (Oder) gelegen haben. Möglicherweise verlief damals auch die Grenze der Feldmark zwischen Dannenberg/Mark und Bad Freienwalde (Oder) etwas weiter östlich. Alternativ wäre noch ein Mühlenstandort im Tal des Falkenberger Grabens möglich. Allerdings müsste hier die Grenze der Feldmark erheblich anders verlaufen sein als heute.
Ein wichtiger Wirtschaftszweig neben der Landwirtschaft war die Schäferei, die im 15. Jahrhundert immer wieder genannt wird. Sehr wahrscheinlich wurde das Dorf in den Hussitenkriegen, in den 1430er Jahren, schwer geschädigt. 1450 waren immer noch 24 Hufen unbebaut. Die Zahl der Hufen ist nun mit 64 angegeben, davon hatte der Pfarrer 4 Freihufen. Möglicherweise sind hier die Hufen des Freihofes bereits abgerechnet. 1480 waren nur noch 11 Hufen nicht bewirtschaftet. Der Wiederaufbau ging also nur schleppend voran. 1527 werden nun wieder 71 Hufen genannt. Es gab 12 Bauerngüter im Dorf. Allerdings kaufte die Gutsherrschaft immer mehr Bauernwirtschaften auf. 1609 gab es drei Ritterhöfe, es werden nur noch fünf Bauernhöfe genannt. Dazu kamen noch sechs Kossäten. 1624 werden wieder 12 Bauerngüter erwähnt, dazu sechs Kossäten, ein Kostknecht, ein Hirte und ein Schmied. Vermutlich sind aber die 12 Bauerngüter lediglich eine Wiedererwähnung der Zustände von 1527. 1685 waren gerade einmal noch 28 Bauernhufen oder Zinshufen übrig geblieben. Die Ortsherrschaft hatte 20 Ritterhufen, 19 Bauernhufen waren von der Ortsherrschaft ausgekauft und von Abgaben befreit (freigewilligt) worden. Dem Pfarrer standen vier Freihufen zu, und die Kirche hatte eine Kirchenhufe.
Für 1705 werden nur noch vier Bauern genannt und sechs Kossäten, außerdem der Schäfer mit seinem Gesinde, der Hirte und der Schmied. 1745 wurden dann drei der Kossäten wieder zu den Bauern gezählt, also gab es sieben Bauern und drei Kossäten. 1776 werden neben den sieben Bauern und drei Kossäten wieder der Schäfer mit seinen Knechten, ein Hirte mit Vieh und ein Wohnschmied erwähnt. Merkwürdigerweise sollen auch drei Kossätenwirtschaften unbesetzt gewesen sein. 1801 wurde wieder ein Bauer zu den Kossäten gerechnet. Bratring nennt sechs Ganzbauern (mit je vier Hufen), vier Ganzkossäten (mit je einer Hufe), sechs Büdner, drei Einlieger, die Schmiede und den Krug. 28 Hufen wurden von Bauern und Kossäten bewirtschaftet, 39 Hufen von der Gutsherrschaft. Insgesamt gab es 19 Feuerstellen (Wohnhäuser) in Dannenberg/Mark. Zum Gut gehörten 1500 Morgen Holz.
1816 erfolgte die Separation in Dannenberg/Mark. Den sechs Bauern und vier Kossäten wurden ihre Höfe und Ländereien, bisher Laßgüter, zu Volleigentum überlassen. Alle von den Höfen zu leistenden Dienste und Abgaben wurden ebenfalls erlassen. Als Entschädigung musste die Gemeinde das Schäferfeld mit 517 Morgen 134 Quadratruten dem Gutsherrn überlassen. 1817 hatte Dannenberg/Mark 113 Einwohner. 1827 erfolgte die Separation auch unter den Gemeindemitgliedern; die alte Dreifelderwirtschaft war nun ganz aufgehoben. Die sechs Bauern hatten Höfe mit 102 bis 165 Morgen Land. Die Kirche hatte 188 Morgen Land. Die nunmehr drei Kossäten hatten zwischen 32 und 36 Morgen Land, hinzu kam noch der Schmied mit 2 Morgen. Der Schule wurde ein Morgen Land zugewiesen. 1840 wurden im Dorf 22 Wohnhäuser gezählt. 1855 bestand die Gemeinde aus sechs Bauern, drei Kossäten und elf Büdnern. Die Büdnergehöfte waren durch Abtrennung von Bauernländereien und auch Gutsländereien entstanden. 1858 umfasste der Gemeindebezirk 1102 Morgen, der Gutsbezirk 1624 Morgen. Im Dorf standen (und zum Gemeindebezirk gehörend) vier öffentliche Gebäude, 23 Wohngebäude und 32 Wirtschaftsgebäude, darunter eine Getreidemühle. Zu den 1102 Morgen des Gemeindebezirks gehörten 10 Morgen Gehöfte, 39 Morgen Gartenland, 1036 Morgen Acker und 8 Morgen Wiese. Die Dorfbewohner hielten insgesamt 30 Pferde, 103 Stück Rindvieh und 56 Schafe. Zum Gutsbezirk gehörten fünf Wohngebäude und 10 Wirtschaftsgebäude. Die Gutsländereien wurden von Cöthen aus bewirtschaftet.
1871 standen 26 Wohngebäude im Gemeindebezirk; er hatte 210 Einwohner. Im Gutsbezirk standen 9 Wohngebäude mit 79 Einwohnern. 1873 war Dannenberg/Mark von einer Cholera-Epidemie betroffen. Von 50 Infizierten, bei 290 Einwohnern, starben damals 16 Personen. 1885 standen in Dannenberg/Mark im Gemeindebezirk 26 Wohngebäude mit 237 Einwohnern, und im Gutsbezirk sieben Wohngebäude mit 54 Einwohnern. Der Gemeindebezirk war 325 ha groß, davon waren 306 ha Ackerland und 4 ha Wiesen. Die Sozialstruktur war 1889: 6 Bauern, 3 Kossäten, 2 Doppelbüdner, 11 Büdner und 36 Einlieger. 1895 wurden im Gemeindebezirk 230 Einwohner gezählt, die in 27 Wohnhäusern wohnten, darunter waren auch ein Chausseehaus und eine Mühle. Im Gutsbezirk waren es 12 Wohnhäuser mit 64 Einwohnern.
1895 hatte der Gemeindebezirk eine Größe von 327,4 ha. Der Gutsbezirk war mit dem Gutsbezirk Cöthen vereinigt, kann also nur insgesamt angegeben werden; er hatte eine Größe von 2249,2 ha. Als Wohnplatz ist das Forsthaus Sparrenbusch mit einem Wohngebäude und fünf Bewohnern angegeben. 1900 standen im Gemeindebezirk 30 Häuser und im Gutsbezirk noch 4 Häuser. 1931 zählte man im Dorf 43 Wohnhäuser. Bei einer Grenzänderung zwischen den Landgemeinden Dannenberg/Mark und Falkenberg/Mark erhielt Dannenberg/Mark Parzellen in einer Größe von 119,193 ha und musste lediglich Parzellen in einer Größe von 39,1351 ha an die Landgemeinde Falkenberg/Mark (damals geschrieben Falkenberg (Mark)!) abgeben.
1939 gab es im Ort 12 land- und forstwirtschaftliche Betriebe in der Größenordnung von 20 bis 100 ha. 50 Betriebe hatte 10 bis 20 ha, 22 Personen hatten Grundbesitz von 5 bis 10 ha und 7 Personen von 0,5 bis 5 ha.
1955 bildete sich eine erste LPG in Dannenberg/Mark, diese LPG Typ III hatte 1960 34 Mitglieder und bewirtschaftete 321 ha landwirtschaftliche Nutzfläche. Eine zweite LPG Typ I hatte 23 Mitglieder und bewirtschaftete 148 ha landwirtschaftliche Nutzfläche. 1966 wurden beide LPGs in Dannenberg miteinander vereinigt. Ende 1969 wurden die drei LPGs in Dannenberg-Torgelow, Dannenberg-Krummenpfahl und Dannenberg miteinander vereinigt. 1973 wurde die LPG Dannenberg/Mark mit der LPG in Falkenberg zur KAP Falkenberg/Mark zusammengeschlossen.
| Einwohnerentwicklung in Dannenberg/Mark von 1734 bis 2000 | Einwohnerentwicklung in Dannenberg/Mark von 1734 bis 2000 | Einwohnerentwicklung in Dannenberg/Mark von 1734 bis 2000 | Einwohnerentwicklung in Dannenberg/Mark von 1734 bis 2000 | Einwohnerentwicklung in Dannenberg/Mark von 1734 bis 2000 | Einwohnerentwicklung in Dannenberg/Mark von 1734 bis 2000 | Einwohnerentwicklung in Dannenberg/Mark von 1734 bis 2000 | Einwohnerentwicklung in Dannenberg/Mark von 1734 bis 2000 | Einwohnerentwicklung in Dannenberg/Mark von 1734 bis 2000 | Einwohnerentwicklung in Dannenberg/Mark von 1734 bis 2000 | Einwohnerentwicklung in Dannenberg/Mark von 1734 bis 2000 | Einwohnerentwicklung in Dannenberg/Mark von 1734 bis 2000 | Einwohnerentwicklung in Dannenberg/Mark von 1734 bis 2000 | Einwohnerentwicklung in Dannenberg/Mark von 1734 bis 2000 | Einwohnerentwicklung in Dannenberg/Mark von 1734 bis 2000 | Einwohnerentwicklung in Dannenberg/Mark von 1734 bis 2000 | Einwohnerentwicklung in Dannenberg/Mark von 1734 bis 2000 | Einwohnerentwicklung in Dannenberg/Mark von 1734 bis 2000 | Einwohnerentwicklung in Dannenberg/Mark von 1734 bis 2000 | Einwohnerentwicklung in Dannenberg/Mark von 1734 bis 2000 | Einwohnerentwicklung in Dannenberg/Mark von 1734 bis 2000 |
| --------------------------------------------------------- | --------------------------------------------------------- | --------------------------------------------------------- | --------------------------------------------------------- | --------------------------------------------------------- | --------------------------------------------------------- | --------------------------------------------------------- | --------------------------------------------------------- | --------------------------------------------------------- | --------------------------------------------------------- | --------------------------------------------------------- | --------------------------------------------------------- | --------------------------------------------------------- | --------------------------------------------------------- | --------------------------------------------------------- | --------------------------------------------------------- | --------------------------------------------------------- | --------------------------------------------------------- | --------------------------------------------------------- | --------------------------------------------------------- | --------------------------------------------------------- |
| Jahr                                                      | 1734                                                      | 1772                                                      | 1801                                                      | 1817                                                      | 1840                                                      | 1858                                                      | 1871                                                      | 1885                                                      | 1895                                                      | 1900                                                      | 1910                                                      | 1925                                                      | 1939                                                      | 1946                                                      | 1950                                                      | 1964                                                      | 1971                                                      | 1981                                                      | 1991                                                      | 2000                                                      |
| Einwohner                                                 | 108                                                       | 152                                                       | 132                                                       | 113                                                       | 220                                                       | 298                                                       | 289                                                       | 291                                                       | 294                                                       | 346                                                       | 467                                                       | 494                                                       | 586                                                       | 558                                                       | 502                                                       | 484                                                       | 431                                                       | 398                                                       | 360                                                       | 388                                                       |

### Schulzen, Gemeindevorsteher und Bürgermeister (unvollständig)
- bis 1744 (†) Samuel Horst[21]
- ab 1744 Erdmann Horst[21]
- 1813 Schulze Schulzendorf[21]
- 1827 Schulze Daniel Diemert[21]
- vor 1840 Carl Ludwig Buchwald, ehemaliger Schulze[22]
- 1841 bis 1846 Schulze Hildebrand[21][23]
- 1863 Schulze Neuendorf[24]
- 1878 Schulze Stolle, stellvertretender Schiedsmann[25]
- 1889 Gemeindevorsteher Keseler[21]
- 1907 bis 1910 Gemeindevorsteher Sassenhagen[26][27]
- 1911 bis 1914 Gemeindevorsteher Lehmann[28][29]
- 1918 Gemeindevorsteher Rudolph[30]
- 1920 bis 1931 Gemeindevorsteher Keseler[31][32]
- 1933 bis 1937 Gemeindevorsteher (bis 1933), Gemeindeschulze (1934), ab 1935 Bürgermeister F. Kelsch[33][34]
- 1938 bis 1939 Bürgermeister Stephan[35][36]

### Die Windmühle
1847 beabsichtigte der Müller und Bauerngutspächter Kißner in Dannenberg/Mark eine Bockwindmühle mit einem Mahlgang und drei Stampfen zu erbauen. Die Windmühle wurde gebaut; sie lag knapp 700 m westlich des westlichen Dorfausgangs links des Weges nach Krummenpfahl. Das Mühlengrundstück ist im Liegenschaftskataster noch kenntlich und trägt die Nr. 8. Näheres zur Geschichte dieser Bockwindmühle ist nicht bekannt. Sie fehlt schon auf der Topographischen Karte 1:25.000 Blatt 3149 Heckelberg von 1943, d. h. sie wurde schon vorher abgerissen.

### Kommunale Zugehörigkeit
Dannenberg/Mark liegt in der historischen Landschaft des Barnim, in dem sich im 16. Jahrhundert zwei Kreise (im 16. Jahrhundert auch Beritte genannt), herausbildeten. Dannenberg/Mark wurde dem Oberbarnimschen Kreis der Mark Brandenburg zugerechnet. Der Kreis ging in der Kreis- und Bezirksreform von 1816 mit nur kleineren Grenzänderungen in den Kreis Oberbarnim in der Provinz Brandenburg über, der bis 1952 Bestand hatte. In der Kreisreform von 1952 wurde Dannenberg/Mark dem neu geschaffenen Kreis Bad Freienwalde im Bezirk Frankfurt (Oder) zugeteilt. Nach der Wende und Bildung des Landes Brandenburg wurde der Kreis Bad Freienwalde 1990 in Landkreis Bad Freienwalde umbenannt und 1993 mit den Kreisen Seelow, Strausberg und Teilen des Landkreises Fürstenwalde zum Landkreis Märkisch-Oderland vereinigt.
Der Gemeindebezirk war im Verhältnis zum gutsherrlichen Anteil recht klein. 1900 hatte der Gemeindebezirk eine Größe von 327 ha. Mit der Auflösung der Gutsbezirke 1928 erhielt Dannenberg/Mark Teile des aufgelösten Gutsbezirk Cöthen/Dannenberg und den aufgelösten Gutsbezirk Torgelow. 1931 umfasste die Gemarkung Dannenberg/Mark nun 1768 ha. Zum 31. Dezember 2001 schlossen sich die bis dahin selbstständigen Gemeinden Dannenberg/Mark, Falkenberg/Mark und Kruge/Gersdorf zur neuen Gemeinde Falkenberg zusammen. Seither ist Dannenberg/Mark ein Ortsteil in der Gesamtgemeinde Falkenberg. Im Ortsteil vertritt ein Ortsbeirat bestehend aus drei Mitgliedern die Belange des Ortsteils gegenüber der Gesamtgemeinde. Aus dem Ortsbeirat wird der Ortsvorsteher gewählt. Derzeitiger Ortsvorsteher (2022) ist Herr Marcel Ewald.

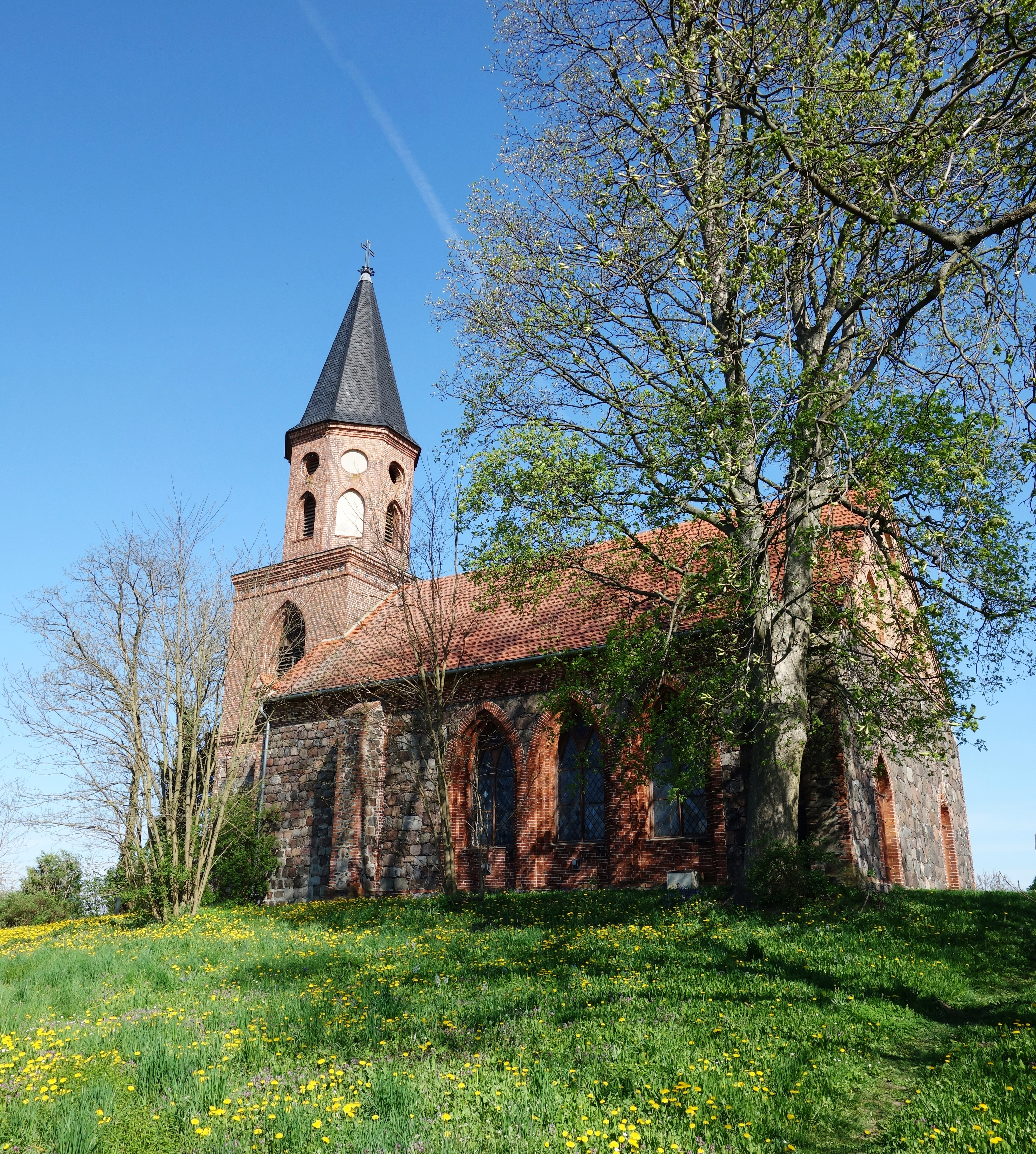
Dorfkirche Dannenberg/Mark

### Kirchliche Geschichte
Dannenberg/Mark war im Mittelalter Kirchdorf in der Sedes Strausberg. Der Pfarrer hatte 4 Freihufen. 1574 und 1600 war Dannenberg/Mark Tochterkirche von Gersdorf; 1775 und 1800 Tochterkirche (Filia vaga) von Cöthen in der Inspektion bzw. Superintendentur Eberswalde. 1812 vereinigte der damalige Gutsherr die beiden Patronatsgemeinden miteinander. Seit 1926 gehört Dannenberg/Mark zum Kirchspiel Falkenberg/Mark. Der Ort besitzt eine Kirche im neugotischen Stil von 1894. Dannenberg/Mark gehört heute zum Pfarrsprengel Falkenberg im evangelischen Kirchenkreis Barnim.

### Ein besonderes Ereignis
In Dannenberg zündete der in Torgelow lebende Ofenbauer Walter Praedel am 7. Oktober 1961 eine Scheune der LPG an. Auch die Nachbarscheune, beide voll mit Heu, brannte ab. Niemand wurde verletzt. Praedel beging die Tat aus Frust über die Lebensverhältnisse in der DDR und den 1961 begonnenen Mauerbau. Er wurde im Dezember 1961 vor dem Bezirksgericht Frankfurt/Oder (Richter: Walter Ziegler) zum Tode verurteilt und im Januar 1962 in Dresden mit dem Fallbeil hingerichtet.

## Denkmale und Sehenswürdigkeiten
Die Denkmalliste des Landes Brandenburg für den Landkreis Märkisch-Oderland verzeichnet folgende Denkmale:

### Baudenkmale
- Nr. 09180408 B 158 Chausseehaus (Bodenseichen)
- Nr. 09180407 Dannenberg/Mark Am Teich 2: Dorfkirche

### Bodendenkmale
- Nr. 60066 Dannenberg Flur 5: Warte deutsches Mittelalter
- Nr. 60067 Dannenberg Flur 2: Dorfkern deutsches Mittelalter, Dorfkern Neuzeit
- Nr. 60068 Dannenberg Flur 6: Siedlung Neuzeit